# فينيسيوس لوبيز
فينيسيوس لوبيز سيلفا لاعب كرة قدم برازيلي، من مواليد 29 يناير 1988 في نادي مسافي.

## روابط خارجية
- فينيسيوس لوبيز على موقع اتحاد السويد (السويدية)
- فينيسيوس لوبيز على موقع دوري كوريا الجنوبية (الإنجليزية)
- فينيسيوس لوبيز على موقع قاعدة بيانات كرة القدم.إي يو (الإنجليزية)
- فينيسيوس لوبيز على موقع Soccerway.com (الإنجليزية)
- فينيسيوس لوبيز على موقع عالم كرة القدم.نت (الإنجليزية)
- فينيسيوس لوبيز على موقع كووورة